# 토론토 시청사

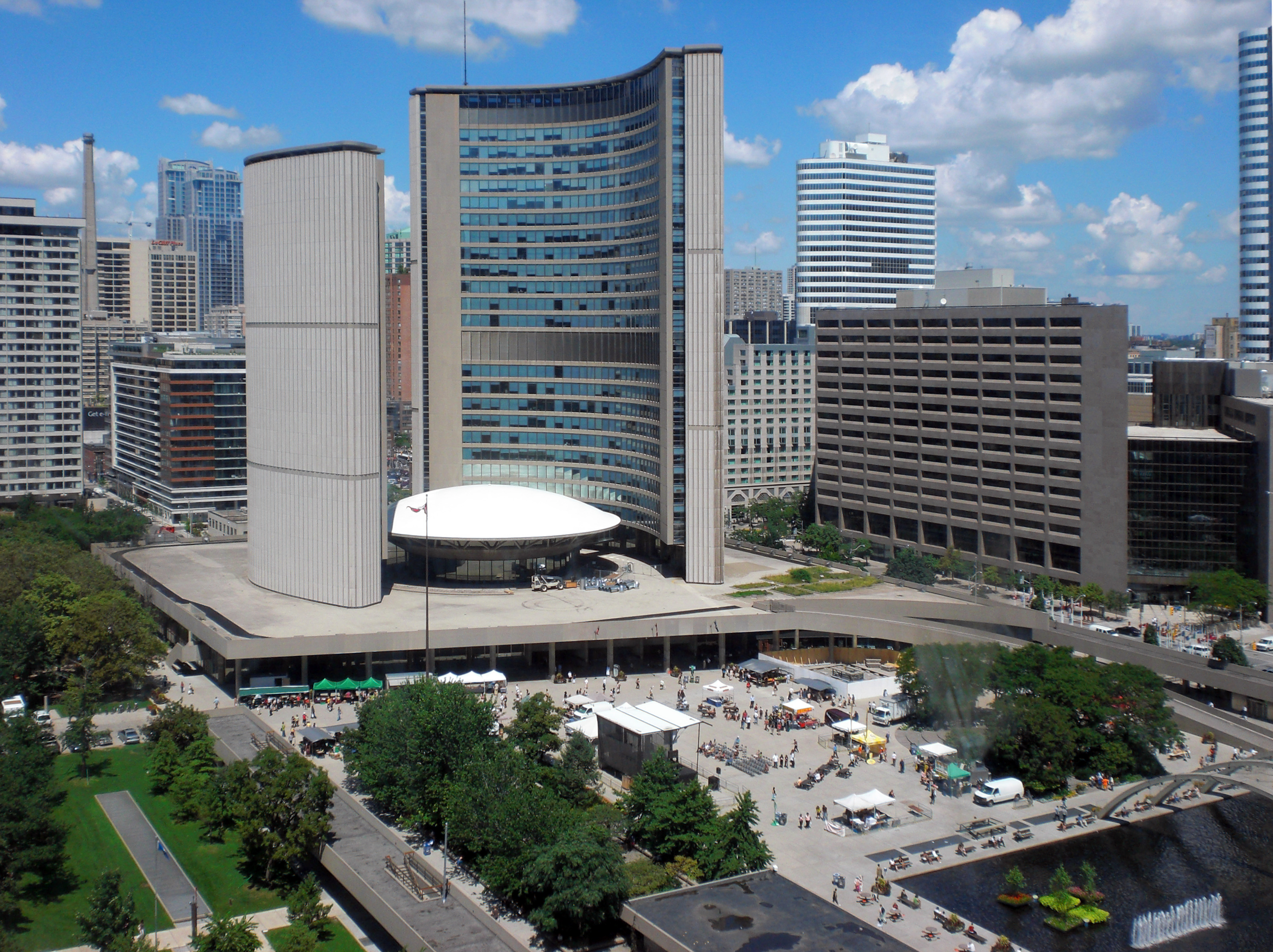
토론토 시청사

토론토 시청사(영어: Toronto City Hall 토론토 시티 홀[*])는 캐나다 토론토에 있는 시청이다.